# Trichostachys
Genre
Trichostachys est un genre de plantes de la famille des Rubiaceae.

## Liste d'espèces
Selon Catalogue of Life (27 décembre 2019) et The Plant List (27 décembre 2019) :
- Trichostachys aurea Hiern
- Trichostachys hedriocephala Bremek.
- Trichostachys interrupta K.Schum.
- Trichostachys laurentii De Wild.
- Trichostachys le-testui Pellegr.
- Trichostachys lehmbachii K.Schum.
- Trichostachys longifolia Hiern
- Trichostachys mayumbensis De Wild.
- Trichostachys microcarpa K.Schum.
- Trichostachys petiolata Hiern
- Trichostachys quadricuspidata Bremek.
- Trichostachys soyauxii K.Schum.
- Trichostachys stenostachys K.Schum.
- Trichostachys thollonii De Wild.

Selon World Checklist of Selected Plant Families (WCSP) (27 décembre 2019) :
- Trichostachys aurea Hiern (1877)
- Trichostachys hedriocephala Bremek. (1956)
- Trichostachys interrupta K.Schum. (1903)
- Trichostachys laurentii De Wild. (1906)
- Trichostachys lehmbachii K.Schum. (1897)
- Trichostachys letestui Pellegr. (1936 publ. 1937)
- Trichostachys longifolia Hiern (1877)
- Trichostachys mayumbensis De Wild. (1932)
- Trichostachys microcarpa K.Schum. (1899)
- Trichostachys petiolata Hiern (1877)
- Trichostachys quadricuspidata Bremek. (1956)
- Trichostachys soyauxii K.Schum. (1899)
- Trichostachys stenostachys K.Schum. (1899)
- Trichostachys thollonii De Wild. (1932)

Selon Tropicos (27 décembre 2019) (Attention liste brute contenant possiblement des synonymes) :
- Trichostachys aurea Hiern
- Trichostachys ciliata Hiern
- Trichostachys hedraeocephala Bremek.
- Trichostachys interrupta K. Schum.
- Trichostachys krausiana Wernham
- Trichostachys laurentii De Wild.
- Trichostachys le-testui Pellegr.
- Trichostachys lehmbachii K. Schum.
- Trichostachys longifolia Hiern
- Trichostachys mayumbensis De Wild.
- Trichostachys microcarpa K. Schum.
- Trichostachys petiolata Hiern
- Trichostachys quadricuspidata Bremek.
- Trichostachys soyauxii K. Schum.
- Trichostachys stenostachys K. Schum.
- Trichostachys talbotii Wernham
- Trichostachys thollonii De Wild.
- Trichostachys vaginalis Hiern
- Trichostachys zenkeri De Wild.